# Lockhart (Carolina del Sud)
Lockhart és una població dels Estats Units a l'estat de Carolina del Sud. Segons el cens del 2000 tenia 39 habitants.

## Demografia
Segons el cens del 2000, Lockhart tenia 39 habitants, 19 habitatges i 12 famílies. La densitat de població era de 107,6 habitants/km².
Dels 19 habitatges en un 21,1% hi vivien nens de menys de 18 anys, en un 47,4% hi vivien parelles casades, en un 21,1% dones solteres, i en un 31,6% no eren unitats familiars. En el 31,6% dels habitatges hi vivien persones soles el 5,3% de les quals corresponia a persones de 65 anys o més que vivien soles. El nombre mitjà de persones vivint en cada habitatge era de 2,05 i el nombre mitjà de persones que vivien en cada família era de 2,54.
Per edats la població es repartia de la següent manera: un 20,5% tenia menys de 18 anys, un 5,1% entre 18 i 24, un 38,5% entre 25 i 44, un 23,1% de 45 a 60 i un 12,8% 65 anys o més.
L'edat mediana era de 42 anys. Per cada 100 dones de 18 o més anys hi havia 55 homes.
La renda mediana per habitatge era de 24.583 $ i la renda mediana per família de 42.500 $. Els homes tenien una renda mediana de 32.500 $ mentre que les dones 16.250 $. La renda per capita de la població era de 13.263 $. Cap de les famílies i el 9,8% de la població estaven per davall del llindar de pobresa.

## Poblacions més properes
El següent diagrama mostra les poblacions més properes.